# タイタス・ソルト

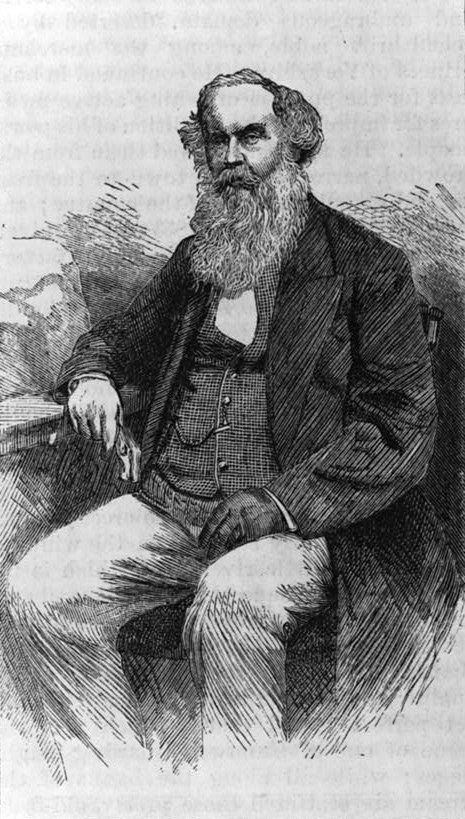
サー・タイタス・ソルト

タイタス・ソルト（Titus Salt、1803年9月20日 - 1876年12月29日）は、イングランド・ヨークシャー州ブラッドフォードの実業家。政治家、慈善家としても知られる。
ウエストヨークシャー州に、ヴィクトリア朝時代のモデルヴィレッジ「ソルテア」を1853年に建設した。
ソルテアはソルトがエア川の流域に建設したことから命名され、当時最先端の織物工場ソルツ・ミルと共に、労働者用の快適な石造りの住宅や公園、病院、学校など公共施設含む理想的な街づくりとして世界中の都市計画の見本となった。
岩倉具視使節団が1872年10月に訪問している。

## 生涯

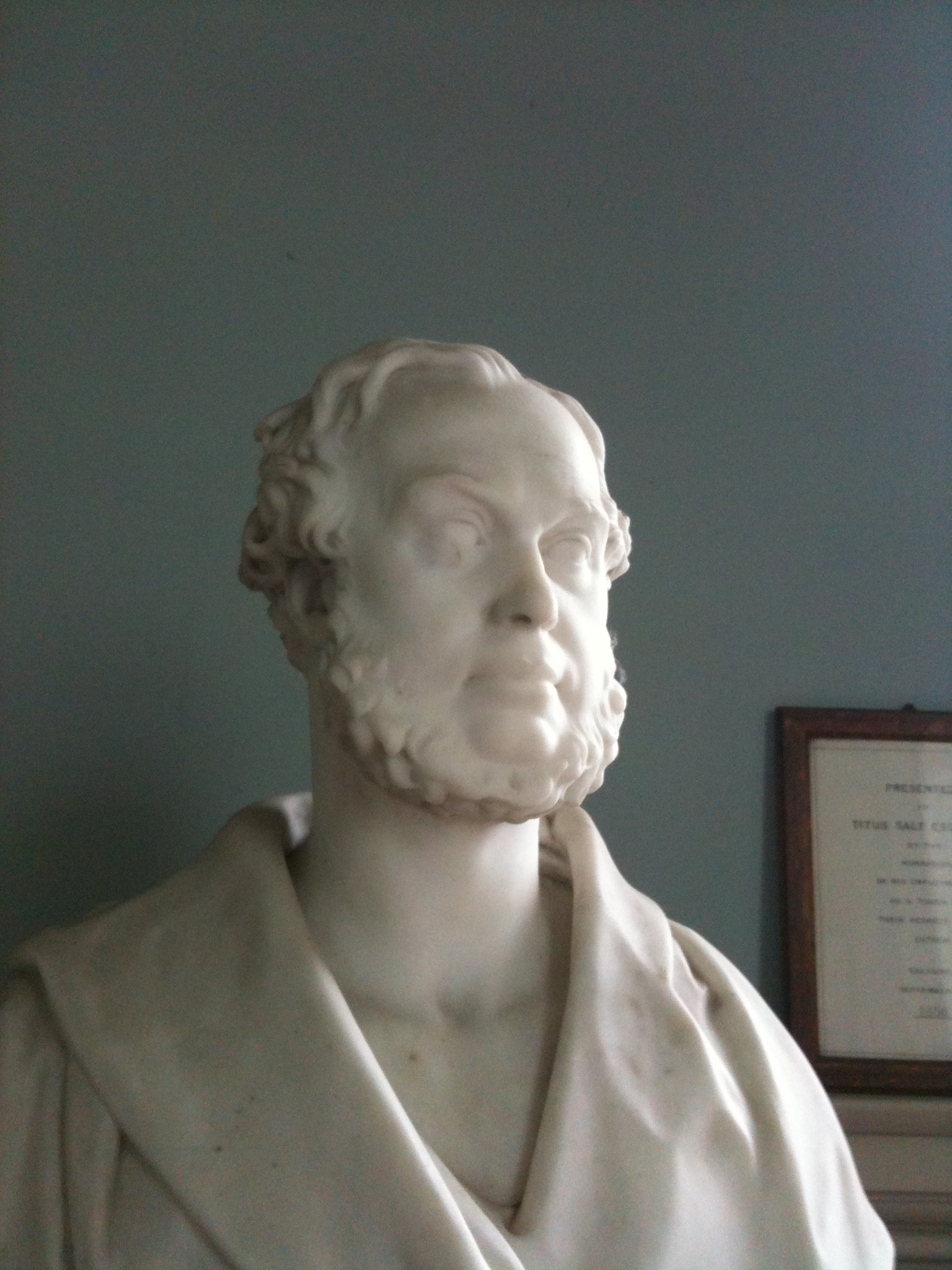
タイタス・ソルトの胸像、1856年彼の部下たちによって贈られたもの、現在はソルティア改革教会に所蔵されている

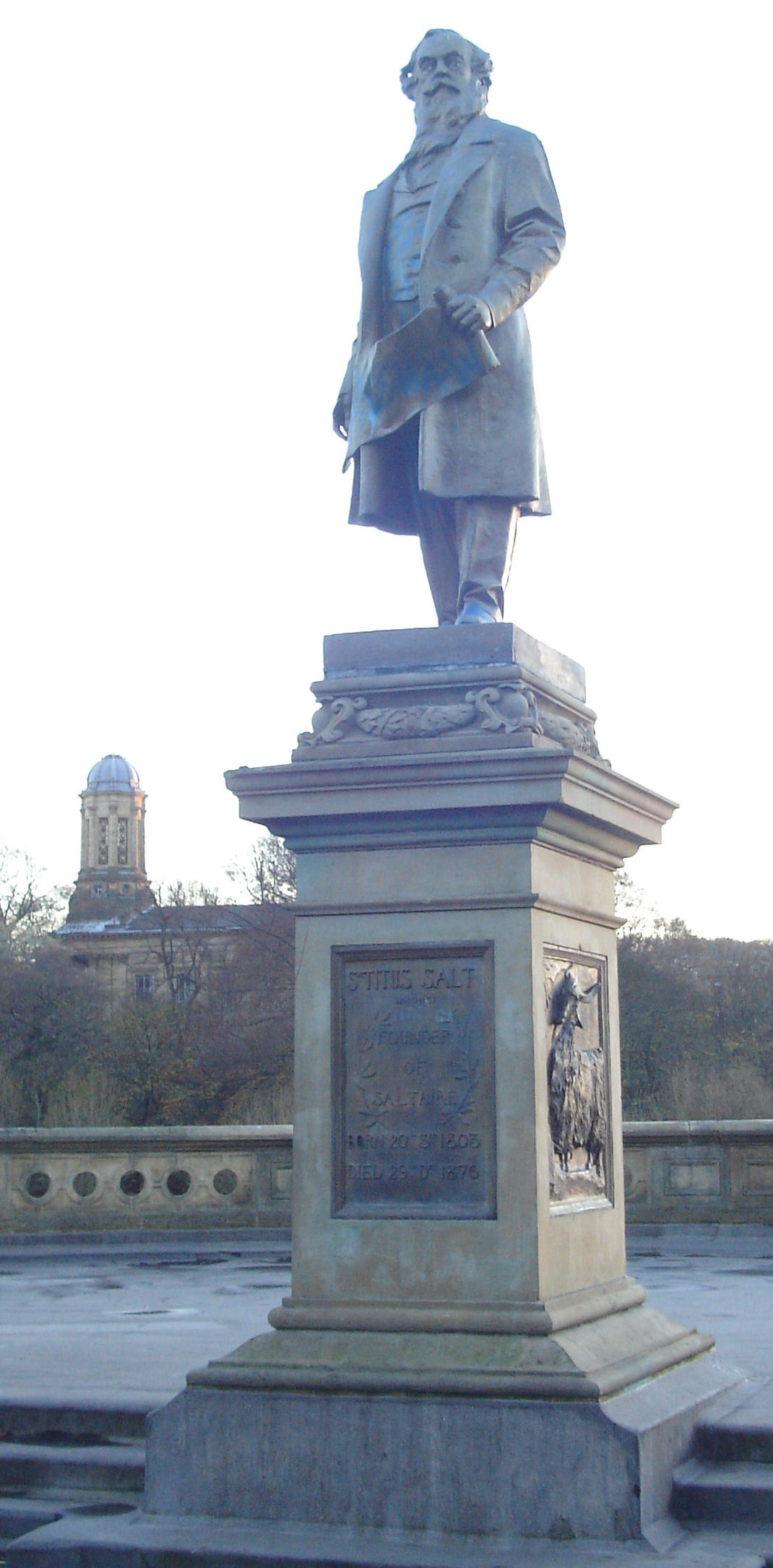
ロバーツパークにあるタイタス・ソルトの立像

1803年に農家の息子として生まれた。1822年父親が農業をやめ、ブラッドフォードに出てきて羊毛商を始めたため、ブラッドフォードに移住した。毛織物工場に２年間勤務し、さらに10年間父親の商売を手伝った後、1834年に31歳で独立。毛織物生産に従事し、成功を収めた。成功の背景には、当時南米から輸入されながら、毛足が長いため加工できず、リヴァプールの港に放置されていたアルパカの毛の加工機械を開発したことがある。アンゴラ山羊の毛の繊維化にも成功し、富を築く。ブラッドフォード周辺に工場５カ所を持ち、海外とも取り引きを活発化した。ソルテアの建設は、当時のブラッドフォードは大気汚染や伝染病が深刻化。労働者に病気が増加し、工場の生産性が上がらなかったため。ソルトは工場の移転を決意し、同時に労働環境の改善も図った。碁盤の目に区切られた街には、850軒の労働者の住宅、病院、公園、図書館などが建設され、清潔と安全性が重視された。工場の生産性を上げるためだったが、結果的に当時の労働者理想の街となった。

## 遺産
ソルテアは2001年12月にユネスコ世界遺産に登録された。現在も村内に居住している人はいるが、工場の操業は停止している。当時の工場跡や住宅群は博物館、オフィス、レストランや高級住宅となり、今もその景観を保っている。